# Cefn Druids Association Football Club
El Cefn Druids Association Football Club (en gal·lès Derwyddon Cefn NEWI) és un club de futbol gal·lès, de la ciutat de Cefn Mawr, al comtat de Wrexham.
Per motius de patrocini el club s'ha anomenat Flexsys Cefn Druids F.C. el 1998, i NEWI Cefn Druids F.C. el 2003.

## Història
Els orígens del club daten del 1869, any de creació del Plasmadoc FC. El 1873 es creà l'històric Ruabon Druids F.C., fusió dels clubs Ruabon Rovers i Ruabon Volunteers. El Druids és el club més antic del país i el més antic del món si excloem els anglesos, d'aquí el seu sobrenom de The Ancients (els antics).
L'actual club es fundà l'any 1992 a partir de la fusió de Cefn Albion F.C. (fundat el 1967) i Druids United F.C.. Aquest any ingressà a la Cymru Alliance. El 1999 fou campió de la competició i ingressà a la League of Wales.

## Palmarès
- Plasmadoc/Druids (1869-1992)
  - Copa gal·lesa de futbol: 1879-80, 1880-81, 1881-82, 1884-85, 1885-86, 1897-98, 1898-99, 1903-04
  - Welsh Amateur Cup: 1902-03
  - North East Wales FA: 1979-80

- Cefn Albion
  - North East Wales FA Challenge Cup: 1977-78
  - NEWFA Horace Wynn Cup: 1976-77
  - WNL Division 1: 1979-80, 1980-81
  - WNL Division 2 Cup: 1973-74
  - WNL Division 3B: 1969-70